# Zwembad De Horsten
Zwembad De Horsten is een openbaar openluchtzwembad gelegen aan de Horsten in Musselkanaal. Het bad werd geopend in de zomer van 1966. 
In 2018 nam het dorp Musselkanaal zelf de organisatie van het zwembad over van Optisport. Het was om in twee jaar tijd vrijwilligers op te leiden tot badpersoneel, zodat deze het bad in 2020 zelfstandig kunnen exploiteren.
Het zwembad heeft een belangrijke functie in de gemeenschap van Musselkanaal, daar in 2019 een op de drie inwoners een abonnement voor het zwembad bezat.
Het zwembad wordt gebruikt door Zwemvereniging Musselkanaal en de lokale Zwemschool Henny de Groot. Vroeger gebruikte ook zwemvereniging NOVA uit Musselkanaal het bad.